# We Are the Best Band in the World
We Are the Best Band in the World ist eine niederländische Trancecore-Band, die 2009 in Utrecht unter dem Namen Haribo Macht Kinder Froh gegründet wurde. Der Bandname geht auf den Werbeslogan des Süßwarenherstellers Haribo zurück.

## Geschichte
Haribo Macht Kinder Froh wurde 2009 als Spaßprojekt gegründet. Am 8. Oktober 2009 erschien ihre erste Single Highfives and Breakdowns. Im März 2010 folgte die zweite Single mit dem Namen We Are Monsters. Am 6. Januar 2011 folgte das Debütalbum Where Is the Afterparty?, das in Eigenregie produziert und verkauft wurde.
Bereits ein Jahr nach der Gründung machte die Gruppe erstmals auf sich aufmerksam, als sie im Januar 2010 erstmals als Vorgruppe der Band Enter Shikari auf deren Europa-Tour spielte. Im April folgte eine Minitour zur Promotion ihrer Single We Are Monsters mit We Butter the Bread with Butter, CasioKid und Amy Can Flyy. Im Sommer 2010 spielte die Band auf einigen Festivals in Europa, im Oktober folgte die erste Headline-Europa-Tour der Band.
Im Januar 2011 tourte die Band durch die Niederlande und Belgien, um ihr Debütalbum zu promoten. Auf dieser Tour spielte die Gruppe 12 Konzerte. Headliner war die niederländische Band No Turning Back. Ebenfalls erhielt die Band den Award des UP Magazins in der Kategorie Die Band die ihren Durchbruch 2011 schaffen kann. Im Februar 2011 spielte die Band im Vorprogramm der amerikanischen Gruppe Attack Attack!.
Haribo Macht Kinder Froh tourte auch mit A Day to Remember, Asking Alexandria, Four Year Strong und Breathe Carolina. Aufgrund einer Klage des Süßwaren-Herstellers Haribo war die Band gezwungen ihren Bandnamen zu ändern.
Kurzzeitig nannte die Band sich deshalb in Wearethebestbandintheworld um. Die Gruppe gab zwar bekannt sich aufzulösen, dieses entpuppte sich aber als Scherz seitens der Musiker. 2013 hat die Gruppe gemeinsam mit Die Kassierer und Kapelle Petra auf der Ringrocker Warm Up Party gespielt.

## Stil
Die Band bezeichnet ihren Musikstil, eine Mischung aus Post-Hardcore, Techno und Dance-Musik, als „Partycore“. Allgemein betrachtet, wird dieser Mix als Trancecore bezeichnet.
Die Texte der Lieder sind meist auf humorvoller Weise aufgebaut.

## Diskografie
Singles
- 2009: Highfives and Breakdowns
- 2010: We Are Monsters

Alben
- 2011: Where Is the Afterparty?